# Assenois (Bertrix)
Assenois (Waals: Les Asnoes of, lokaal:  Les Asnès) is een dorp in de Belgische provincie Luxemburg in de gemeente Bertrix.
Deelgemeenten: Auby-sur-Semois · Bertrix · Cugnon · Jehonville · Orgeo

Overige dorpen: Acremont · Assenois · Biourge · Blanchoreille · Glaumont · La Flèche · La Géripont · Luchy · Mortehan · Nevraumont · Rossart · Sart · Thibauroche

Belgische gemeenten · Arrondissement Neufchâteau · Luxemburg · Wallonië